# Amiota subtusradiata
Amiota subtusradiata är en tvåvingeart som beskrevs av Oswald Duda 1934. Amiota subtusradiata ingår i släktet Amiota och familjen daggflugor. Arten har ej påträffats i Sverige. Inga underarter finns listade i Catalogue of Life.